# 大空遊平
大空 遊平（おおぞら ゆうへい、1951年5月3日 - ）は、日本のお笑い芸人。本名∶小野寺 正幸。宮城県金成町（現栗原市）出身。血液型：O型。出囃子は『わたり拍子』。

## 経歴
岩手県立花泉高等学校、東海大学中退。当初は落語家志望で、六代目蝶花楼馬楽の四番弟子として入門、前座名「楽三」と名乗るも、8か月で廃業。その後、大空ヒットに入門する。「大空遊平・泳平」のコンビで活動後となる1982年7月、大空ヒット・三空ますみ門下にて「大空遊平・大海かほり」を結成。浅草松竹演芸場で初舞台、1983年、テレビ朝日「ザ・テレビ演芸」第20代チャンピオンとなる。
1992年、落語協会に入会。1993年に第55回国立演芸場花形演芸会金賞を、1994年に第14回国立演芸場花形演芸大賞特別賞を、1996年に第51回文化庁芸術祭演芸部門芸術祭新人賞を受賞。1996年10月、コンビ名を「大空遊平・かほり」に改名。1997年、漫才協団の18代目真打に昇進。
2015年7月31日、コンビを解散し、かほりと離婚。その後はピン芸人のほか、2015年秋よりうたじ・結城たかしとボーイズ芸のユニット「トリオザキュースケ」を結成。半年ほど活動したのち、結城と2人による「ふるさとコンビ」に移行。東洋館等で活動していた。
2020年8月下旬、前立腺がんの診断を受けたと公表。
2022年11月28日未明、酒宴の帰りに酔って線路へ転落し寝ていたところを最終列車と接触、一命は取り留めたが、利き腕（右腕）を轢断する重傷を負った。同年12月に結城とのコンビを解消（結城は師匠の東京二と再びコンビを結成し「J・J京二・たかし」となる）。療養を経て、年明けから義手を付けて日常生活のリハビリを開始し、2023年2月に退院。同年4月6日、浅草東洋館漫才協会上席より漫談家として復帰。同日は事故の状況などを漫談で語った。義手での三味線演奏にも意欲を見せている。リハビリから復帰までの様子はドキュメンタリー映画「漫才協会 THE MOVIE 舞台の上の懲りない面々（2024年）に記録されている。

## 芸歴
- 1980年1月 - 大空ヒットに入門、「大空遊平・泳平」を結成。
- 1982年7月 - 「大空遊平・大海かほり」を結成。
- 1992年 - 落語協会に入会。
- 1996年 - 「大空遊平・かほり」に改名。
- 2015年7月 - 大空遊平・かほり、コンビ解散。
- 2015年10月 - 「トリオザキュースケ」を結成。
- 2016年7月 - 「ふるさとコンビ」を結成。
- 2022年12月 - 「ふるさとコンビ」、解散。
- 2023年4月- 浅草東洋館4月上席より漫談で出演。

## 出演

### 映画
- 漫才協会 THE MOVIE 舞台の上の懲りない面々（塙宣之監督、2024年3月1日、KADOKAWA/ミックスゾーン/中京テレビ放送/ミラクルヴォイス[3]）